# آسیاب اول زاوقان
آسیاب اول زاوقان مربوط به دوره قاجار است و در سمنان، محله زاوقان، مجاور میدان امام حسین (ع) واقع شده و این اثر در تاریخ ۲۵ اسفند ۱۳۸۰ با شمارهٔ ثبت ۵۶۵۴ به‌عنوان یکی از آثار ملی ایران به ثبت رسیده است.